# 旧圣让 (伊泽尔省)
旧圣让（法語：Saint-Jean-le-Vieux，法語發音：[sɛ̃ ʒɑ̃ lə vjø] ⓘ）是法国伊泽尔省的一个市镇，位于该省中东部，属于格勒诺布尔区。

## 地理
旧圣让（45°12'44"N, 5°52'53"E）面积4.59 平方千米，位于法国奥弗涅-罗讷-阿尔卑斯大区伊泽尔省，该省份为法国东南部内陆省份，北起顺时针与安省、萨瓦省、上阿尔卑斯省、德龙省、阿尔代什省、卢瓦尔省和罗讷省。
与旧圣让接壤的市镇（或旧市镇、城区）包括：拉孔布德朗塞、勒韦尔苏、多梅讷、勒韦勒。

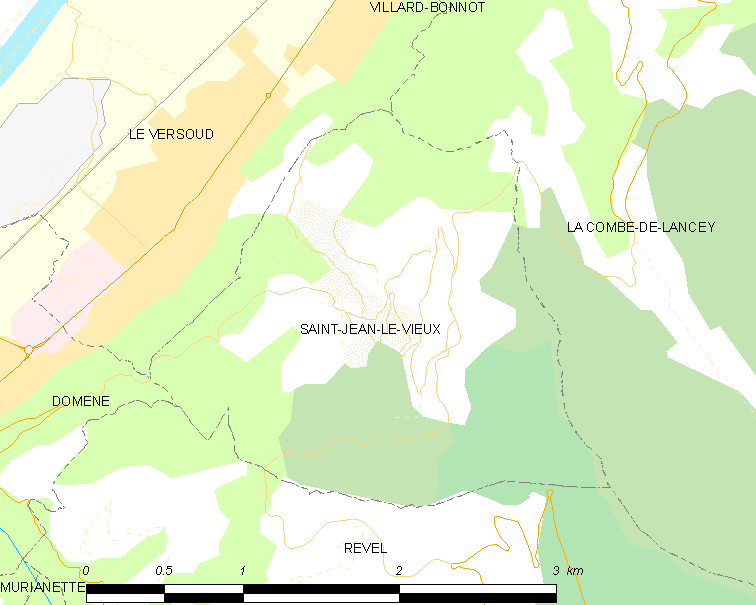
的OSM定位图

旧圣让的时区为UTC+01:00、UTC+02:00（夏令时）。

## 行政
旧圣让的邮政编码为38420，INSEE市镇编码为38404。

## 政治
旧圣让所属的省级选区为中格雷西沃当县。

## 人口

1962-2008年间人口变化图示

旧圣让于2022年1月1日时的人口数量为276人。